# Інга з Вартейга
Інга з Вартейга (1185, Вартейг — 1234, Берген) — коханка короля Норвегії Гокона III, мати короля Гокона IV Старого.

## Життєпис
Інга з Вартейга в Естфоллі познайомилася та сталакоханкою короля Гакона III, який у кінці 1203 року відвідував сусідній Боря (нині Сарпсборг). Король Гокон помер на початку 1204 року. Його правління було відзначене боротьбою між фракціями баглерів и біркебейнерів за контроль над Норвегією. Королю Гокону наслідував спочатку його онук Гутторм I Сігурдссон, а далі обраний Інге III Бардссон.
Невдовзі після смерти Гокона Інга народила сина, який, як вона стверджувала, був дитиною померлого короля. Її заяву підтримала частина біркебейнерів, яка підтримувала самого Гокона. Однак ця ж заява поставила її та сина у небезпечне положення. Група біркебейнерів втекла в середині зими 1205-1206 років з Інгою та її сином з Ліллегаммера у східну Норвегію через гори. Вони пересувалися на бігових лижах на північ через Естердален у Тренделаг, де знайшли захист в короля Інге.
Після смерти короля Інге у квітні 1217 року Інга пройшла випробування розпеченим залізом та довела право сина престол. ЇЇ син Гокон вступив на престол Норвегії у віці 13 років. Інга тяжко захворіла та померла у Бергені перед Різдвом 1234 року.